# 羅馬河
羅馬河（羅馬化：Roma）是烏克蘭的河流，位於該國北部，屬於傑斯納河的支流，發源自舍普塔基以南，流經切爾尼戈夫州，河道全長16公里，流域面積193平方公里。